# Miguel Moura
Miguel Moura, é português, natural de Moura no Alentejo, ficou conhecido depois da sua participação no programa televisivo All Together Now, na TVI. Para além de uma voz encantadora, destaca-se pela sua simplicidade e pela forma como se mostra agradecido por todo o apoio que tem recebido.

## Biografia e carreira
Miguel Moura começou a cantar aos 14 anos na casa da sua avó, recordando que foi com a música "Ó gente da minha terra" de Mariza que deu os seus primeiros passos. Em pouco tempo, tornou-se um participante ativo em noites de fado, um género musical popular em Portugal.  Desde tenra idade, demonstrou interesse pela música, tendo começado a tocar viola e acordeão aos seis anos. Os seus géneros favoritos são a música tradicional alentejana e o fado, tendo como grandes referências Mariza, Raquel Tavares, Ricardo Ribeiro e António Zambujo. Miguel Moura começou a cantar em festas da sua terra natal e foi convidado para participar em galas de fado desde cedo. Recentemente, participou no Festival Santa Casa Alfama. 
A primeira participação televisiva do fadista, foi no programa das tardes da RTP1, A Nossa Tarde, apresentado por Tânia Ribas de Oliveira. 
Profissionalmente, Miguel canta há três anos, desde que participou no programa All Together Now, onde foi finalista. Apesar de ter sido uma experiência positiva, Miguel considera que ganhou muito mais do que teria ganhado se tivesse vencido o programa. 
Como resultado da sua aparição na televisão, Miguel Moura tornou-se mais conhecido e teve que lidar com uma crescente exposição pública. No entanto, o artista lidou com isso de maneira admirável, lembrando com simplicidade que ainda é novo neste mundo.
Lançou o seu primeiro tema intitulado Tenho de Abalar em 2021, um enorme sucesso, que cativou o público de imediato. Com o sucesso musical, Miguel tem sido uma inspiração para muitos jovens músicos em Portugal. Para além da sua voz encantadora, Miguel destaca-se pela sua simplicidade e pela forma como se mostra agradecido por todo o apoio que tem recebido, enaltecendo o Cante Alentejano, pois considera que faz parte dele e é graças a ele que vive.
Em 2022, aturou em mais de quarenta concertos, não só em Portugal, como também na Suíça, Luxemburgo e Canadá.
Em 2023, lançou o seu primeiro álbum de canções autorais intitulado Quem Sou Eu. O espetáculo de lançamento do disco aconteceu no Cine-Teatro Caridade, em Moura. O evento contou com a presença do apresentador Jorge Gabriel. No álbum, Miguel Moura apresenta as suas raízes, bem como o seu crescimento pessoal e os sacrifícios que fez para realizar o sonho de se tornar um cantor. O primeiro single, intitulado Tenho de Abalar, exemplifica essa mensagem. Além das canções autorais, o álbum também inclui alguns sucessos do fado, como Amor Maior, Andei Sozinho e Nossa Senhora do Carmo, além de uma versão original da canção Para os Braços da Minha Mãe, de Pedro Abrunhosa. 
Em novembro de 2024, foi convidado pela Rausstuna - Tuna Mista do Instituto Politécnico de Bragança, para cantar o tema original da tuna Lado a Lado, incluído no álbum comemorativo do XV aniversário da tuna académica, sendo tuno honorário da mesma.
Lançou o single Rainha, com letra e música da sua autoria, em fevereiro de 2025.

## Vida pessoal
A sua história de vida é marcada pela ausência do pai desde os seus 18 meses, quando os seus pais se separaram, tendo crescido ao lado da mãe e da avó, que sempre o apoiaram e o ajudaram a seguir seus os seus sonhos. Devido às dificuldades financeiras, teve que adiar seus sonhos para ajudar a família, deixando o curso de Hotelaria para trás para trabalhar no campo, ajudando a mãe e os irmãos a superar as dificuldades económicas.
No dia 3 de março de 2025, teve a sua primeira filha, Ema, fruto da relação com a sua namorada Margarida.